# Aurélien Paret-Peintre
Aurélien Paret-Peintre (* 27. února 1996) je francouzský profesionální silniční cyklista jezdící za UCI WorldTeam Decathlon–AG2R La Mondiale. Jeho mladší bratr Valentin je též profesionálním cyklistou.

## Hlavní výsledky
2013
Giro di Basilicata
 celkový vítěz
vítěz 1. etapy
2014
Tour of Istria
 celkový vítěz
 vítěz bodovací soutěže
vítěz 1. etapy
2015
Národní šampionát
4. místo silniční závod do 23 let
Kreiz Breizh Elites
4. místo celkově
Ronde de l'Isard
6. místo celkově
2016
8. místo Lutych–Bastogne–Lutych Espoirs
2017
4. místo Piccolo Giro di Lombardia
5. místo Trofeo Edil C
10. místo Lutych–Bastogne–Lutych Espoirs
2018
Ronde de l'Isard
2. místo celkově
Grand Prix Priessnitz spa
7. místo celkově
2019
4. místo Boucles de l'Aulne
5. místo Polynormande
Tour de Wallonie
10. místo celkově
2020
3. místo Tour du Doubs
Étoile de Bessèges
6. místo celkově
Tour de Luxembourg
10. místo celkově
2021
vítěz Grand Prix La Marseillaise
2. místo Mercan'Tour Classic Alpes-Maritimes
7. místo Faun-Ardèche Classic
Paříž–Nice
9. místo celkově
Tour Poitou-Charentes en Nouvelle-Aquitaine
10. místo celkově
10. místo Tre Valli Varesine
2022
Tour de La Provence
8. místo celkově
Paříž–Nice
10. místo celkově
Tour Poitou-Charentes en Nouvelle-Aquitaine
10. místo celkově
2023
Giro d'Italia
vítěz 4. etapy
Tour des Alpes-Maritimes et du Var
2. místo celkově
vítěz 3. etapy
2024
Étoile de Bessèges
6. místo celkově

### Výsledky na Grand Tours
| Grand Tour      | 2020 | 2021 | 2022 | 2023 | 2024 |
| --------------- | ---- | ---- | ---- | ---- | ---- |
| Giro d'Italia   | 16   | —    | —    | 15   | 26   |
| Tour de France  | —    | 15   | DNF  | 55   |      |
| Vuelta a España | —    | —    | —    |      |      |

| —   | Nezúčastnil se |
| DNF | Nedokončil     |